# Paderno Dugnano
Paderno Dugnano és un municipi italià, situat a la regió de la Llombardia i a la ciutat metropolitana de Milà. L'any 2006 tenia 46.921 habitants.